# Cung Le
 (avril 2021).
Si vous disposez d'ouvrages ou d'articles de référence ou si vous connaissez des sites web de qualité traitant du thème abordé ici, merci de compléter l'article en donnant les références utiles à sa vérifiabilité et en les liant à la section « Notes et références ».
Cung Le, né le 25 mai 1972 à Saïgon au Viêt Nam, est un sportif et acteur américano-vietnamien, pratiquant de sanshou et d'arts martiaux mixtes (MMA). Il a été une fois le champion poids moyens de l'organisation de MMA Strikeforce. Il est parfois dénommé le « Bruce Lee du MMA ».
Palmarès en Sanda (San shou) : 38 victoires (26 par KO) pour 2 défaites. 12-0 en professionnel.
En amateur, il a été champion de l'US open de 1994 à 1996, et champion national des États-Unis de 1994 à 1997.
Il devient pro en 1998, lors du Drakka à Los Angeles, il met KO en 52 secondes le Japonais Manaro Taro d’un coup de pied circulaire à la tempe. Toujours la même année, il décroche le titre (professionnel) mondial ISKA (International Sport Kickboxing Association) de sanshou en lourds-légers (Cung Le fait 1,78 m pour 81 kg) face à Dan Garret, d’un coup du tibia gauche dans les cotes au cours du troisième round. Il conserve ce titre en 1999. 
En 1998, il devient aussi champion américain de Shidokan (forme extrême de karaté).
Il réside à San José en Californie.

## Distinctions
- Ultimate Fighting Championship
  - Combat de la soirée (une fois)
  - KO de la soirée (une fois)
- Strikeforce
  - Champion poids moyens du Strikeforce

## Palmarès en arts martiaux mixtes
| 12 combats     | 9 victoires | 3 défaites |
| Par KO         | 8           | 3          |
| Par soumission | 0           | 0          |
| Sur décision   | 1           | 0          |

| Résultat | Record | Adversaire      | Méthode                                | Événement                                     | Date             | Round | Temps | Lieu                             | Notes                                              |
| -------- | ------ | --------------- | -------------------------------------- | --------------------------------------------- | ---------------- | ----- | ----- | -------------------------------- | -------------------------------------------------- |
| Défaite  | 9-3    | Michael Bisping | TKO (coup de genou et coups de poing)  | UFC Fight Night: Bisping vs. Le               | 23 août 2014     | 4     | 0:57  | Macao, Chine                     |                                                    |
| Victoire | 9-2    | Rich Franklin   | KO (coup de poing)                     | UFC on Fuel TV: Franklin vs. Le               | 10 novembre 2012 | 1     | 2:17  | Macao, Chine                     | KO de la soirée.                                   |
| Victoire | 8-2    | Patrick Côté    | Décision unanime                       | UFC 148: Silva vs. Sonnen II                  | 7 juillet 2012   | 3     | 5:00  | Las Vegas, Nevada, États-Unis    |                                                    |
| Défaite  | 7-2    | Wanderlei Silva | TKO (coups de genou et coups de poing) | UFC 139: Shogun vs. Henderson                 | 19 novembre 2011 | 2     | 4:49  | San José, Californie, États-Unis | Combat de la soirée.                               |
| Victoire | 7-1    | Scott Smith     | KO (coup de pied au corps)             | Strikeforce: Fedor vs. Werdum]                | 26 juin 2010     | 2     | 1:46  | San José, Californie, États-Unis |                                                    |
| Défaite  | 6-1    | Scott Smith     | KO (coups de poing)                    | Strikeforce: Evolution                        | 19 décembre 2009 | 3     | 3:25  | San José, Californie, États-Unis |                                                    |
| Victoire | 6-0    | Frank Shamrock  | TKO (bras cassé)                       | Strikeforce: Shamrock vs. Le                  | 29 mars 2008     | 3     | 5:00  | San José, Californie, États-Unis | Remporte le titre des poids moyens du Strikeforce. |
| Victoire | 5-0    | Sam Morgan      | KO (coup de pied au corps)             | Strikeforce: Four Men Enter, One Man Survives | 16 novembre 2007 | 3     | 1:58  | San José, Californie, États-Unis |                                                    |
| Victoire | 4-0    | Tony Fryklund   | KO (coup de poing)                     | Strikeforce: Shamrock vs. Baroni              | 22 juin 2007     | 3     | 0:25  | San José, Californie, États-Unis |                                                    |
| Victoire | 3-0    | Jason Von Flue  | TKO (arrêt du médecin)                 | Strikeforce: Triple Threat                    | 8 décembre 2006  | 1     | 0:43  | San José, Californie, États-Unis |                                                    |
| Victoire | 2-0    | Brian Warren    | TKO (coups de poing)                   | Strikeforce: Revenge                          | 9 juin 2006      | 1     | 4:19  | San José, Californie, États-Unis |                                                    |
| Victoire | 1-0    | Mike Altman     | KO (coup de poing)                     | Strikeforce: Shamrock vs. Gracie              | 10 mars 2006     | 1     | 3:51  | San José, Californie, États-Unis |                                                    |

## Filmographie

### Cinéma
- 2009 : Fighting de Dito Montiel : Dragon Le
- 2009 : Pandorum de Christian Alvart : Manh
- 2009 : Bodyguards and Assassins de Teddy Chan
- 2010 : Tekken de Dwight H. Little : Marshall Law
- 2010 : NCIS : Los Angeles : lui-même
- 2010 : True Legend : chef de la milice
- 2011 : Dragon eyes : Ryan Hong
- 2012 : The Grandmasters
- 2012 : L'Homme aux poings de fer (The Man with the Iron Fists) : Bronze Lion
- 2014 : A Certain Justice (en)
- 2017 : Security

### Télévision
- 2015 : Into the Badlands (série télévisée)